# 뮤지엄 마일 (뉴욕)

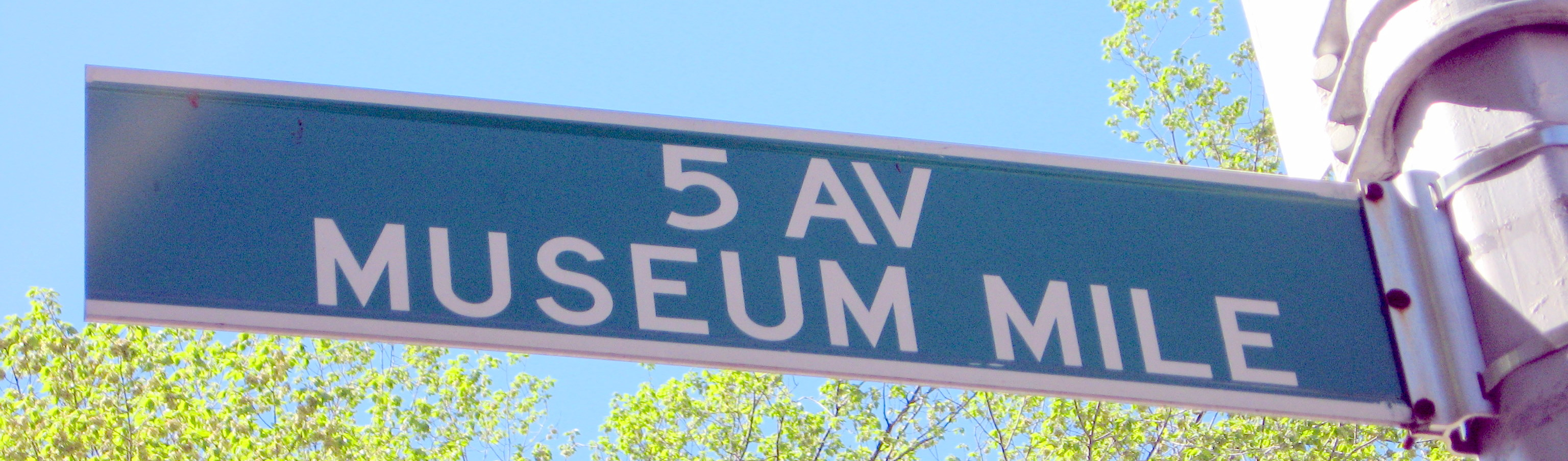
뮤지엄 마일

뮤지엄 마일(영어: Museum Mile)은 미국 뉴욕주 뉴욕 맨해튼 5번가의 일부 지역이다. 어퍼이스트사이드 82번가에서 105번가의 부분을 말한다. 뮤지엄 마일에 늘어선 종합 박물관은 박물관의 이용을 촉진하기 위해 매년 6월에 뮤지엄 마일 페스티벌을 실시하고 있으며, 그 기간은 방문자 수가 증가한다.

## 박물관
- 110번가 - 아프리카 미술관
- 105번가 - 바리오 박물관
- 103번가 - 뉴욕 박물관
- 92번가 - 유대인 박물관
- 91번가 - 쿠퍼 휴이트 스미스소니언 디자인 박물관
- 89번가 - 내셔널 아카데미 오브 디자인
- 88번가 - 솔로몬 R. 구겐하임 미술관
- 86번가 - 노이에 갤러리
- 82번가 - 메트로폴리탄 미술관